# Evy Poppe
Evy Poppe (Gent, 2 maart 2004) is een Belgische snowboardster gespecialiseerd in slopestyle en big air.

## Biografie
Poppe werd geboren in Gent en begon haar snowboardcarrière op jonge leeftijd.
In 2019 won ze de bronzen medaille in big air op de FIS Snowboarding Junior World Championships te Klappen (Zweden).
In 2020 nam ze deel aan de Olympische Jeugdspelen van 2020 in Lausanne (Zwitserland). Ze behaalde de gouden medaille met 94,00 punten in haar laatste run. Daarmee versloeg ze Melissa Peperkamp uit Nederland met 2,25 punten.
In 2021 won ze de gouden medaille in slopestyle en de bronzen medaille in big air op de FIS Snowboarding Junior World Championships te Krasnojarsk (Rusland).
Na de Olympische Jeugdspelen slaagde Poppe er niet in zich te kwalificeren voor de Olympische Winterspelen van 2022 te Peking (China). Een andere Belgische snowboardster, Loranne Smans bemachtigde wel een ticket voor deze spelen. De Belgische skifederatie en Sneeuwsport Vlaanderen kozen echter zonder inspraak van Smans om het ticket voor de spelen aan Poppe te geven. Ze eindigde op de veertiende plaats in slopestyle en de vierentwintigste plaats in big air. In datzelfde jaar behaalde ze ook haar eerste podium op een FIS World Cup wedstrijd met een tweede plaats in big air te Edmonton (Canada).